# Artur Grottger
Arthur Grottger né le 11 novembre 1837 à Ottyniowice (pl) et mort le 13 décembre 1867 à Amélie-les-Bains-Palalda est un peintre polonais.
Artiste romantique, il est particulièrement connu pour ses cinq cycles de dessins, destinés à être gravés, autour de la lutte pour l’indépendance lors de l'insurrection polonaise de janvier 1863. 

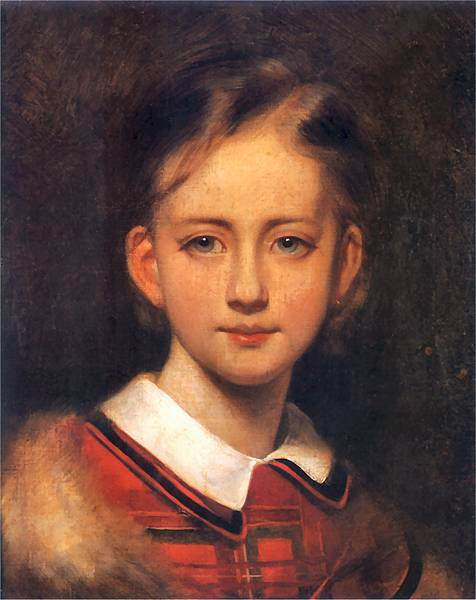
Jeune fille (1860), musée national de Varsovie.

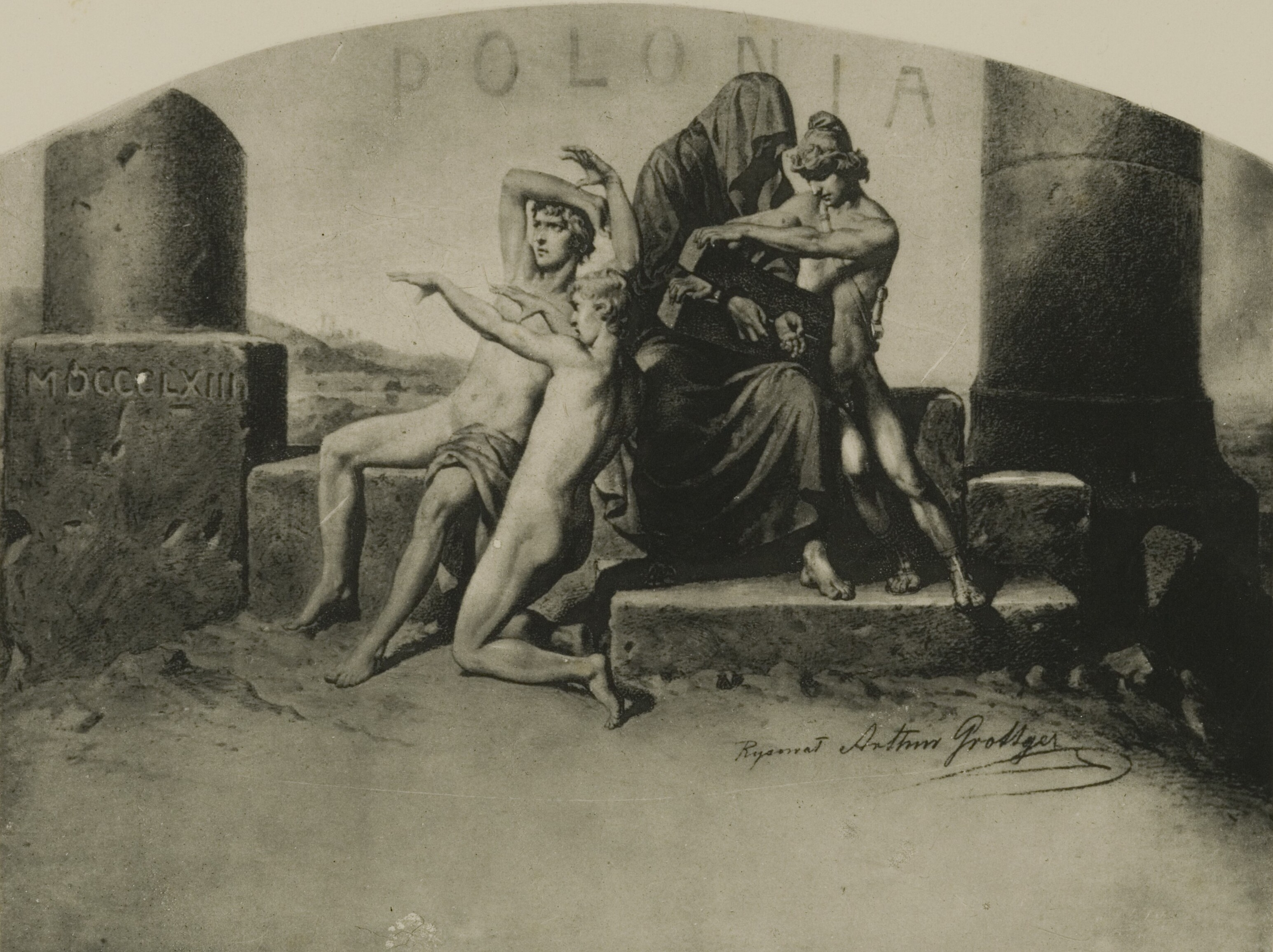
Polonais enchaînés, cycle Polonia (1863).

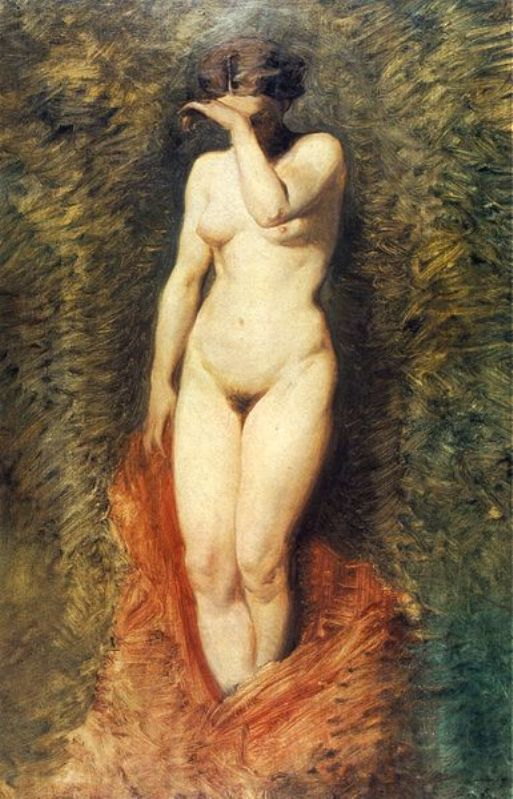
Phryné (1867), musée national de Varsovie.

## Biographie
Arthur Grottger commença à étudier la peinture en Pologne avant de partir pour Vienne, en Autriche, où il devint élève de Karl von Blaas à l'académie des beaux-arts.
Son talent et son enthousiasme patriotique s'exprimèrent très tôt à travers un cycle de dessins au fusain qui illustrent l'insurrection polonaise de 1863, et rappellent Jan Matejko par leur style passionné.
Grottger meurt quatre semaines après avoir fêté son trentième anniversaire. Ses dessins — qui appartiennent en partie à la collection du comte Pálffy — ont fait l'objet de nombreuses reproductions photographiques.
Il est enterré au cimetière de Lytchakiv à Lviv.

## Œuvres
- La Fuite d'Henri de Valois de Pologne, 1860, 100,3 × 158,7 cm, musée national de Varsovie.
- Jeune fille, 1860, 37,5 × 29,3 cm, musée national de Varsovie.
- Reconnaissance, 1862, Galerie d'art de Lviv
- Réconciliation, 1864.
- Le Passage de la frontière, 1865, huile sur toile, musée national de Cracovie.
- Phryné, 1867, 97 × 62 cm, musée national de Varsovie.
- Autoportrait, 1867, 55,5 × 46 cm, musée national de Varsovie.